# Comic Art (périodique italien)

Comic Art est une revue mensuelle de bande dessinée publiée de 1984 à 2000 par la maison d'édition italienne Comic Art de Rinaldo Traini (it).
Inspirée par ses prédécesseurs Linus et L'Eternauta, Comic Art publie dès son premier numéro des récits complets et à suivre d'auteurs italiens, franco-belges et américains. Le mensuel se distingue par la grande cohérence des récits publiés, appartenant généralement à la bande dessinée d'aventures dessinée dans un style réaliste.
À partir du numéro 164 de juillet 1998 Comic Art devient, comme L'Eternauta quelques années auparavant, une revue monographique mensuelle articulée autour d'un long récit le plus souvent issu de la BD franco-belge. Le 181e et dernier numéro de cette formule, une édition du cinquième tome des Lumières de l'Amalou, paraît en juillet 2000.